# Касерес, Фернандо
Фернандо Габриэль Касерес (исп. Fernando Gabriel Cáceres; род. 7 февраля 1969, Сан-Исидро, Аргентина) — аргентинский футболист, выступавший на позиции защитника.
Он играл за различные клубы в чемпионатах Аргентины и Испании в течение 11 лет, появившись в 340 официальных матчах.
Касерес входил в состав сборной Аргентины на Чемпионате мира 1994 года и двух Кубках Америки.

## Клубная карьера
Родившись в Сан-Исидро, Касерес начал свою профессиональную футбольную карьеру в клубе «Архентинос Хуниорс», перейдя в 1991 году в «Ривер Плейт», С ним Касерес выиграл свой первый титул в карьере: чемпионский в Апертуре 1991.
Затем Касерес перебрался в Испанию, где выступал за «Сарагосу», с которой он выиграл Кубок Испании в 1994 году и Кубок обладателей кубков УЕФА в следующем году. Будучи игроком стартового состава «Сарагосы» с самого начала, Касерес провёл в ней более 100 официальных матчей всего в трёх сезонах.
На небольшой срок Касерес вернулся в Аргентину, выступая за «Боку Хуниорс», прежде чем снова отправиться в Испанию в конце 1996 года в «Валенсию», где он играл до конца сезона 1997/98. В возрасте почти 29 лет он перешёл в «Сельту», усиливший галисийцев, выступавших в чемпионате и еврокубках. За 6 сезонов в её составе он провёл 218 матчей во всех соревнованиях, забив 5 раз. В 2002/03 он 33 раза появлялся на поле, сумев внести свой вклад в первый выход «Сельты» в квалификацию Лиги чемпионов.
В конце 2004 года после 4-х месяцев в составе «Кордовы» во Второй лиге Испании, Касерес возвращается на родину, подписав контракт с «Индепендьенте». В 2006 году он перебирается в «Архентинос Хуниорс», в котором он начинал играть в футбол 20 лет назад, здесь же он и заканчивает свою футбольную карьеру в возрасте 38 лет.

## Международная карьера
Касерес выиграл в составе юношеской сборной Аргентины Чемпионат Южной Америки среди юношеских команд в 1985 году. За главную национальную сборную он провёл 24 матча, выиграв вместе с ней Кубок Америки 1993 и приняв участие на Чемпионате мира 1994 года.

## Достижения

### Клубные
Ривер Плейт
- Чемпионат Аргентины (1): 1991 (Апертура) (чемпион)

Сарагоса
- Кубок Испании (1): 1993/1994 (победитель)
- Кубок обладателей кубков УЕФА (1): 1994/1995 (победитель)

### За сборную Аргентины
- Кубок Америки: 1993 (победитель)

## Личная жизнь
1 ноября 2009 года Касерес получил огнестрельное ранение в голову при попытке угона его автомобиля в пригороде Буэнос-Айреса. Он находился в состоянии комы в течение 8 недель.
Касерес был выведен из комы 29 декабря и перевезён в госпиталь в Сьюдаделе, где он стал медленно поправляться.